# Кайл Алессандро
Кайл Алессандро Гельгесен Віллалобос (норв. Kyle Alessandro Helgesen Villalobos, нар. 10 березня 2006), відомий просто як Кайл Алессандро, — норвезький співак, продюсер й автор пісень. Переможець норвезького Melodi Grand Prix 2025 та представник Норвегії на Пісенному конкурсі Євробачення 2025 із піснею «Lighter».

## Біографія та кар'єра
Кайл Алессандро народився в Стейнх'єрі, Тренделаг. Займається музикою з дитинства, у віці 10 років брав участь у програмі Norske Talenter.
2023 року з піснею «Geronimo» разом із гуртом Umami Tsunami брав участь у Melodi Grand Prix 2023, де вони посіли останнє місце у фіналі.

16 січня 2025 року Алессандро був оголошений одним із 10 учасників норвезького Melodi Grand Prix 2025 з піснею під назвою «Lighter». 15 лютого співак став переможцем змагань із першістю як за рішенням журі, так і глядачів, і здобув право представляти Норвегію на Пісенному конкурсі Євробачення 2025 в Базелі, Швейцарія. Свою конкурсну заявку Кайл написав і спродюсував здебільшого самостійно за співпраці з митцем, автором пісень і продюсером Адамом Вудсом. На створення пісні співака надихнула власна мати, яка пройшла курс лікування від раку і зараз здорова. У рядках пісні «I'll be my own lighter» (укр. Я сам собі буду запальничкою) Кайл висловлює мантру для пошуку надії та світла навіть у важкі часи життя. 

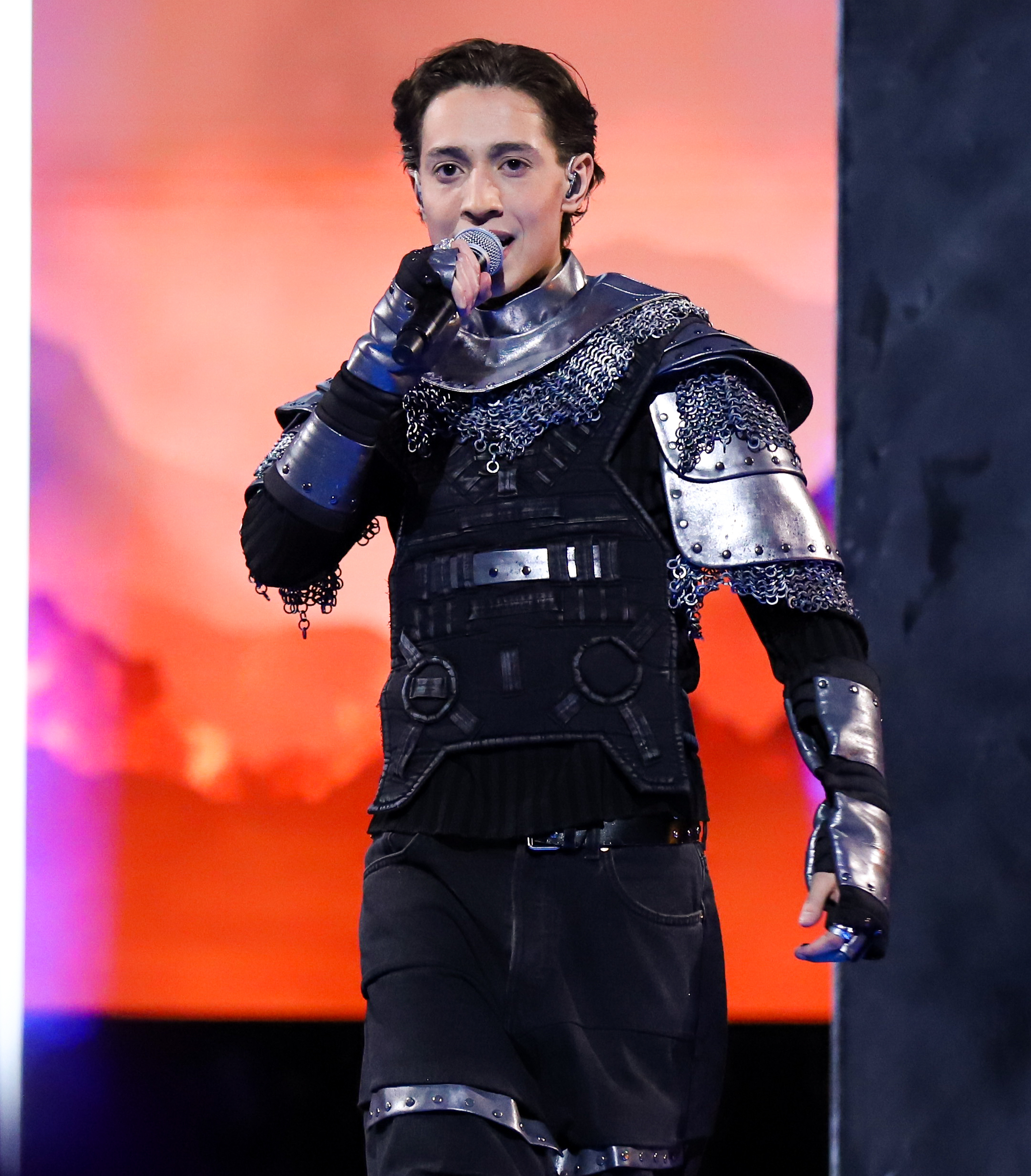
Виступ на Melodi Grand Prix 2025

Алессандро виступив 13 травня 2025 року в першому півфіналі Євробачення 2025, де пройшов у фінал. 17 травня 2025 року посів 18 місце у фіналі конкурсу. 

## Музика і стиль
Кайл Алессандро бере натхнення у різноманітних музичних жанрах і культурах — від Південної Америки та Японії до норвезької народної музики, а також у таких інструментах, як лангелейк і скрипка. 

## Особисте життя
Мачуха співака – українка із міста Суми. 
16 липня 2025 року, Кайл Алессандро підтвердив свої стосунки, поцілувавши свого партнера, модель Бреде Бремнеса, у відео в ТікТок.

## Дискографія

### Альбоми
- Første kapittel (2017)
- Evig & alltid (2023)

### Сингли
- «Din sang» (2017)
- «Boomerang» (2017)
- «Som du e» (2018)
- «Dødskul» (2018)
- «Señorita» (2018)
- «Hoodie» (2018)
- «Fly med meg» (2019)
- «Hun er forelska i lærer'n» (2019)
- «Mi corazón» (2019)
- «Solo» (2022)
- «Geronimo» (2023) Umami Tsunami, Kristian Haux & Magnus Winjum
- «Rodeo» (2024)
- «Loyal» (2024) Umami Tsunami, Kristian Haux
- «Pulse» (2024)
- «Kommer du?» (2024) разом з Hilmer
- «Lighter» (2025)